# تیاگو سا
تیاگو سا (انگلیسی: Tiago Sá؛ زادهٔ ۱۱ ژانویهٔ ۱۹۹۵) بازیکن فوتبال اهل پرتغال است.
از باشگاه‌هایی که در آن بازی کرده‌است می‌توان به اشاره کرد.
وی همچنین در تیم‌های ملی فوتبال زیر ۱۸ سال پرتغال، زیر ۱۹ سال پرتغال، و زیر ۲۰ سال پرتغال بازی کرده‌است.

## دوران باشگاهی
سا در ویلا ورد، ناحیه براگا به دنیا آمد و در سن ۱۰ سالگی به تیم جوانان باشگاه فوتبال براگا پیوست.
او پنج فصل اول خود را به‌عنوان بازیکن بزرگسال با تیم دوم براگا در سگوندا لیگا گذراند، اولین بازی او در این رقابت‌ها در ۱۱ اوت ۲۰۱۳ در جریان باخت خانگی ۲ بر ۱ مقابل باشگاه فوتبال توندلا بود.
در اوایل فصل ۲۰۱۸–۲۰۱۹، سا به دلیل آسیب دیدگی شدید زانوی ماتئوس، به اولین انتخاب تیم تبدیل شد. اولین بازی او در لیگ برتر فوتبال پرتغال در ۳۱ اوت و در برد ۱ بر صفر خارج از خانه مقابل شاوش انجام شد.
سا در ژانویه ۲۰۱۹ به عنوان بازیکن تازه‌وارد سال براگا انتخاب شد. چند روز بعد، او قرارداد جدیدی را امضا کرد تا خود را تا سال ۲۰۲۳ با این باشگاه ببیند. او پس از بازگشت ماتئوس برزیلی به آمادگی جسمانی، جایگاه خود را از دست داد.